# Glögg

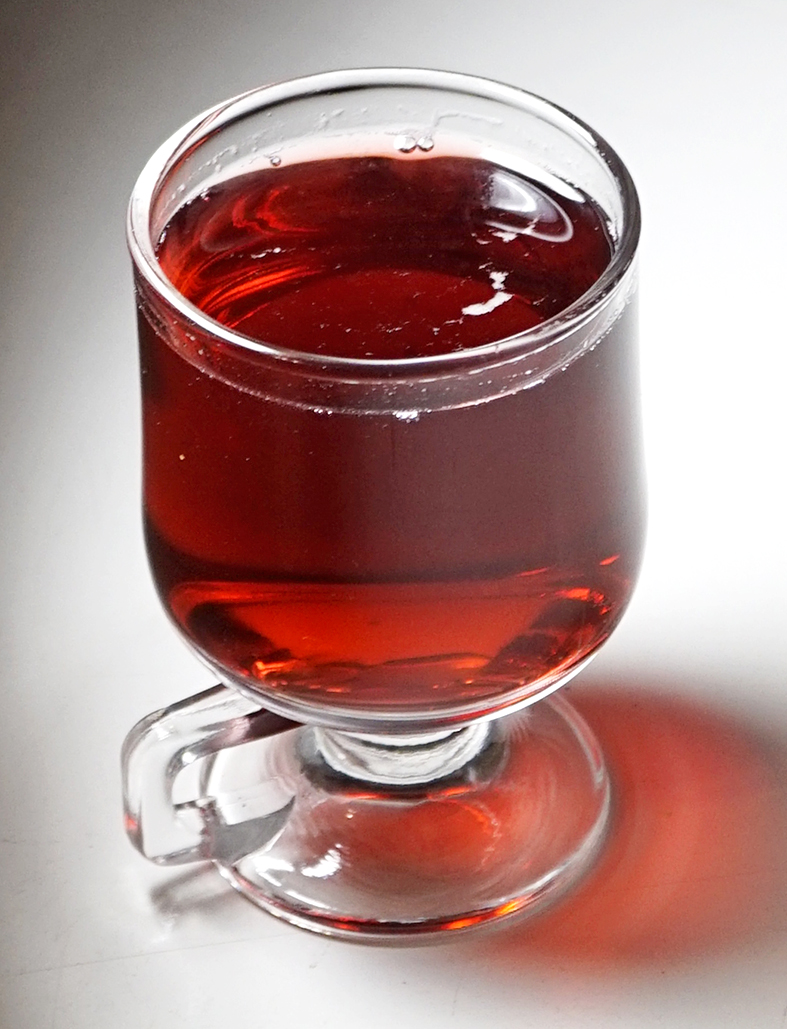
Un got de glögg.

El glögg o gløgg (danès: gløgg, noruec: gløgg, suec: glögg, islandès: glögg, feroès: gløgg, finès: glögi) és un vi calent o licor especiat, generalment amb alcohol. És una beguda nòrdica tradicional durant l'hivern, especialment al voltant de Nadal.
Als països nòrdics, el vi calent ha estat una beguda habitual com a mínim des del segle XVI. La forma original del glögg, un licor especiat, era consumida per missatgers i carters que viatjaven a cavall o amb esquís quan feia fred. Des de principis del segle xix, el glögg ha estat una beguda hivernal habitual, barrejada i escalfada amb suc, xarop i, de vegades, amb una mica de licor més fort o punsch.
Les receptes de glögg varien molt; les variacions solen començar amb vi blanc o dolç o licors com el brandi o el cognac. La producció de glögg comença bullint aigua i afegint-hi espècies. Després d’uns minuts de cocció a foc lent, es barreja tot i s'afegeix suc de fruita, vi o begudes destil·lades transparents. Les espècies més habituals del glögg són el clau, la canyella, el cardamom i el gingebre; altres ingredients habituals poden ser la pell de cítrics com taronges o llimones, panses o ametlles.
També es pot fer sense alcohol substituint el vi per sucs de fruites o baies. A les botigues, el glögg preparat es basa generalment en suc de raïm, de vegades també suc de grosella negra, suc de fruita barrejat, suc de poma o vi. També hi ha tipus de glögg més forts amb una base de rom. Els glögg ja fets que venen a les botigues s'escalfen abans d’utilitzar-los, però si són a base de vi o amb un contingut alcohòlic elevat, no s'han d’escalfar fins al punt d’ebullició. És habitual afegir ametlles o panses senceres al glögg mentre s'escalfa o just abans de beure’l.
El glögg va arribar a Finlàndia des de Suècia. La paraula finlandesa glögi prové de la paraula sueca glögg, que al seu torn prové de les paraules glödgat vin (vi calent). A finals del segle xix es bevia glögg barrejat amb vi, però a causa de la prohibició, el consum de glögg gairebé es va aturar completament. Quan es va aixecar la prohibició a la dècada de 1930, el glögg es va anunciar a les revistes finlandeses en suec, als anys 50 i 60, el consum de glögg era una tradició fino-sueca. A finals dels anys seixanta i principis dels setanta, les receptes de glögg també van començar a aparèixer a les revistes finlandeses, després del què el glögg es va convertir en una tradició nadalenca a tota Finlàndia.